# リドワン
リドワン（Ridwan、アラビア語: رضوان）とは、イスラム教で天国の番人とされる天使。クルアーンにはその名は挙げられていない。ムスリム男性の名前としても使われている。
なお、クルアーンに誓って、心を揺るがさないと堅くジハードの誓約をすることを「バイト・アル・リドワン（bayt al ridwan）」といい、これは預言者と殉教者のために天国に用意されるという楽園に由来する。